# Camélia Jordana (album)
Albums de Camélia Jordana
Dans la peau
(2014)
Camélia Jordana est le premier album studio de la chanteuse française Camélia Jordana, révélée par l'émission Nouvelle Star. Il sort le 29 mars 2010 en France, en Belgique et en Suisse.

## Titres
| No  | Titre                           | Paroles              | Musique                 | Durée |
| --- | ------------------------------- | -------------------- | ----------------------- | ----- |
| 1.  | Non non non (Écouter Barbara) * | Doriand, Edgar Ficat | La Fiancée, Edgar Ficat | 2:45  |
| 2.  | Moi c'est *                     | Mathieu Boogaerts    | Mathieu Boogaerts       | 2:47  |
| 3.  | Calamity Jane *                 | Abel K1              | Abel K1                 | 3:42  |
| 4.  | Tombée de haut                  | Babx                 | Babx                    | 3:29  |
| 5.  | Little Monsters                 | Camélia Jordana      | Camélia Jordana         | 2:36  |
| 6.  | Diva                            | Babx                 | Babx                    | 2:33  |
| 7.  | J'étais une fille               | Jean Felzine         | Jean Felzine            | 3:34  |
| 8.  | La vie en solitaire             | Séverin              | Séverin                 | 2:42  |
| 9.  | Je pars                         | L                    | L                       | 2:42  |
| 10. | Manhattan                       | Abel K1              | Abel K1                 | 3:26  |
| 11. | Mens-moi                        | Babx                 | Babx                    | 2:37  |
| 12. | Lettera                         | Babx                 | Babx                    | 4:20  |
| 13. | Le mois d'août                  | Séverin              | Séverin                 | 3:38  |

Certaines éditions sont appauvries des titres suivants :
| No  | Titre                                            | Paroles           | Musique           | Durée |
| --- | ------------------------------------------------ | ----------------- | ----------------- | ----- |
| 14. | Ou pas (bonus)                                   | Jean Felzine      | Mustang           |       |
| 15. | Some say I’m a bad singer (bonus)                | Mathieu Boogaerts | Mathieu Boogaerts |       |
| 16. | Calamiteuse Jordana (bonus – version acoustique) | Abel K1           | Abel K1           | 3:50  |
| 17. | Bake it (bonus précommande)                      |                   |                   |       |

*= Titres sortis en single

## Charts

### Album
| Pays                          | Meilleur classement | Temps au hit-parade | Certification | Ventes certifiées | Ventes réelles |
| ----------------------------- | ------------------- | ------------------- | ------------- | ----------------- | -------------- |
| Belgique (Fr)                 | 991e                |                     |               |                   |                |
| France (physique),            | 1er                 |                     |               |                   |                |
| France (téléchargement légal) | 713e(687 semaines)  |                     |               |                   |                |
| Suisse                        | 1er(2 semaines)     |                     |               |                   |                |

### Singleno1- Écouter Barbara
| Pays                            | Meilleur classement | Temps au hit-parade | Certification | Ventes non certifiées | Ventes réelles |
| ------------------------------- | ------------------- | ------------------- | ------------- | --------------------- | -------------- |
| Belgique (Fr)                   | 387e                |                     |               |                       |                |
| France (téléchargement illégal) | 325e                |                     |               |                       |                |
| Suisse                          |                     |                     |               |                       |                |

### Singleno2- Calamity Jane
| Pays                          | Meilleur classement | Temps au hit-parade | Certification | Ventes certifiées | Ventes réelles |
| ----------------------------- | ------------------- | ------------------- | ------------- | ----------------- | -------------- |
| Belgique (Fr)                 |                     |                     |               |                   |                |
| France (physique)             |                     |                     |               |                   |                |
| France (téléchargement légal) |                     |                     |               |                   |                |
| Suisse                        |                     |                     |               |                   |                |